# Kenchalagudu, Mysore
Kenchalagudu là một làng thuộc tehsil Mysore, huyện Mysore, bang Karnataka, Ấn Độ.